# Бергиус, Фридрих
Фридрих Бергиус (нем. Friedrich Bergius; 11 октября 1884[…], Злотники, Пруссия — 30 марта 1949, Буэнос-Айрес) — немецкий химик-технолог, лауреат Нобелевской премии по химии 1931 года.

## Биография
Фридрих Густав Бергиус родился в семье владельца небольшого химического завода. Он изучал промышленные химические процессы под руководством отца, а по окончании школы отец послал его на полгода на практику на металлургический завод в Руре.
В 1903 году Бергиус поступил в университет Бреслау, где изучал химию у Альберта Ладенбурга и Рихарда Абегга. Следующий год он провел на военной службе, а затем поступил в Лейпцигский университет. Там под руководством Артура Ганча в 1907 году он защитил докторскую диссертацию о концентрированной серной кислоте как растворителе.
После этого Бергиус решил посвятить себя промышленной химии и следующие два года работал сначала у Вальтера Нернста в Берлине, а затем у Фрица Габера, изучая химические равновесия газовых реакций, в частности синтез аммиака.
В 1909 году Бергиус исследовал термическую диссоциацию перекиси кальция. В 1910 году в Высшей технической школе Ганновера Бергиус на средства отца оборудовал химическую лабораторию и в течение одного семестра он читал лекции по технологии газовых реакций, теории равновесия и металлургическим процессам. Там же в 1912—1913 годах он разработал способ термической гидрогенизации угля и тяжелых масел при высоких давлениях (процесс Бергиуса).
В 1915 году Бергиус на собственные средства и при финансовой поддержке двух компаний построил в Рейнау (близ Мангейма) завод для гидрогенизации угля. Однако после окончания Первой мировой войны актуальность получения моторного топлива из угля уменьшилась и реализация проекта Бергиуса затянулась. В 1925 он продал свои патенты компании БАСФ, и его работы по гидрогенизации угля продолжил Карл Бош. В 1928 году в городе Лойна был построен завод по производству масел из угля. В 1931 году Бергиус и Карл Бош совместно получили Нобелевскую премию по химии «за заслуги по введению и развитию методов высокого давления в химии».
В это время Бергиус занялся изучением процесса гидролиза целлюлозы под действием соляной кислоты. В результате этого процесса, который назвали «получением еды из дерева», образуются сахара, которые, в свою очередь, можно превращать в спирт или питательные дрожжи. Результатом этих работ стало в 1935 году строительство в Рейнау завода по производству спирта из древесины.
По методу Бергиуса в нацистской Германии во время Второй мировой войны производилось значительное количество синтетического бензина. Про Бергиуса говорили: «Он получил бензин из угля и пищу из дерева».
После окончания войны Бергиусу не удалось найти подходящую работу в Германии, и он сначала недолго жил в Австрии, а затем перебрался в Испанию, где основал химическую компанию. В 1947 по приглашению правительства Аргентины он переехал туда, где работал научным консультантом в министерстве промышленности.